# Uropachylus nasutus
Uropachylus nasutus is een hooiwagen uit de familie Gonyleptidae.